# Фігура Республіки

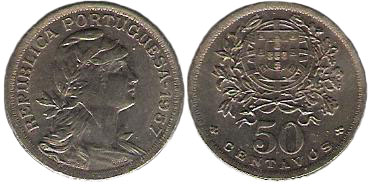
Португальські 50 сентаво 1968

Фігура Республіки (порт. Efígie da República) використовується як національна персоніфікація в Бразилії та Португалії, символізує республіку.

## Бразилія
Фігура представляє зображення молодої жінки, що носить корону з лаврового листя в римському стилі. Це зображення присутнє на алегоричних картинах та скульптурах, представлених в урядових будівлях по всій Бразилії. Вона вигравірувана на бразильських реалах й надрукована на банкнотах. Спочатку Фігура республіки використовувалася як прореспубліканське зображення, відповідне французькій Маріанні. Після проголошення республіки в 1889 вона стала одним з її головних символів.

## Португалія
Португальська Фігура Республіки, що являє собою молоду жінку, яка носить фригійський ковпак, з'явилася після того, як Ежен Делакруа написав свою картину «Свобода, що веде народ». У Португалії Фігура Республіки одягнена в зелені та червоні шати — кольори національного прапора.
Фігура Республіки стала офіційним символом Португалії 5 жовтня 1910, коли в країні на зміну монархії прийшла республіка. Перед цим вона використовувалася як символ португальськими республіканцями. Скульптура Сімоеша де Альмейда стала стандартом для офіційного користування. Зображення Фігури Республіки мало бути присутнім, зокрема, у всіх громадських будівлях і, наприклад, на португальських монетах. Новий республіканський уряд встановив, що Фігура Республіки є таким самим символом Португалії, як національний герб чи національний прапор.
Незважаючи на те, що Фігура Республіки замислювалася як персоніфікація власне португальської нації, вона так і не набула цього статусу в повній мірі. Зазвичай вона символізувала лише республіканську форму правління, але не всю країну. Будучи у широкому використанні в першій половині 20-го століття, нині цей символ застосовується рідко.